# عزیزالله رفیعی
عزیزالله رفیعی (۱۳۰۲–۱۳۸۶) کارگردان، فیلم‌نامه‌نویس، تهیه‌کننده، مدیر فیلم‌برداری و تدوین‌گر اهل ایران بود.
رفیعی در سال ۱۳۳۸ استودیو دوبلاژ مهرگان فیلم و سال ۱۳۴۲ استودیو دوبلاژ کاروان فیلم و نادر فیلم را تأسیس کرد. او برادر شکرالله رفیعی (کارگردان) و نعمت‌الله رفیعی (تهیه‌کننده و فیلمبردار) بود.

## کارگردان
- خشم الهی (۱۳۵۸)
- حق و ناحق (۱۳۵۷)
- فریادرس (۱۳۵۶)
- ولی نعمت (۱۳۵۵)
- غول بیابانی (۱۳۴۸)
- پسر دهاتی (۱۳۴۵)
- گنجینه سلیمان (۱۳۴۵)
- ول‌معطلی (۱۳۴۵)
- اشک یتیم (۱۳۴۳)
- ستاره صحرا (۱۳۴۳)
- لاشخورها (۱۳۴۲)
- خروس بی‌محل (۱۳۴۰)
- دام عشق (۱۳۴۰)
- آینه تاکسی (۱۳۳۹)
- اینم یک جورشه (۱۳۳۸)
- همه گناهکاریم (۱۳۳۷)
- برهنه خوشحال (۱۳۳۶)

## نویسنده
- خشم الهی (۱۳۵۸)
- غول بیابانی (۱۳۴۸)
- ول‌معطلی (۱۳۴۵)
- اشک یتیم (۱۳۴۳)
- لاشخورها (۱۳۴۲)
- مرد میدان (۱۳۴۲)

## تهیه‌کننده
- خشم الهی (۱۳۵۸)
- حق و ناحق (۱۳۵۷)
- فریادرس (۱۳۵۶)
- ولی نعمت (۱۳۵۵)
- گنجینه سلیمان (۱۳۴۵)
- ول‌معطلی (۱۳۴۵)
- اشک یتیم (۱۳۴۳)
- لاشخورها (۱۳۴۲)
- خروس بی‌محل (۱۳۴۰)
- آینه تاکسی (۱۳۳۹)
- همه گناهکاریم (۱۳۳۷)
- برهنه خوشحال (۱۳۳۶)

## مدیر فیلم‌برداری
- فریادرس (۱۳۵۶)
- تنهایی (۱۳۵۵)
- ولی نعمت (۱۳۵۵)
- شوهر کرایه‌ای (۱۳۵۳)
- فرار از بهشت (۱۳۵۳)
- خوشگذران (۱۳۵۲)
- کی دسته گل به آب داده؟ (۱۳۵۲)
- ناخدا باخدا (۱۳۵۲)

## تدوین
- حق و ناحق (۱۳۵۷)
- فریادرس (۱۳۵۶)
- ولی نعمت (۱۳۵۵)
- کینه (۱۳۵۴)
- شوهر کرایه‌ای (۱۳۵۳)
- خوشگذران (۱۳۵۲)
- کی دسته گل به آب داده؟ (۱۳۵۲)
- لج و لجبازی (فیلم ۱۳۵۱) (۱۳۵۱)
- ول معطلی (۱۳۴۵)
- اشک یتیم (۱۳۴۳)
- جاهل محل (۱۳۴۳)
- ستاره صحرا (۱۳۴۳)
- لاشخورها (۱۳۴۲)
- مرد میدان (۱۳۴۲)